# Micro-région de Baktalórántháza
La micro-région de Baktalórántháza (en hongrois : baktalórántházai kistérség) est une micro-région statistique hongroise rassemblant plusieurs localités autour de Baktalórántháza.